# Hagström
 (novembre 2021).
Si vous disposez d'ouvrages ou d'articles de référence ou si vous connaissez des sites web de qualité traitant du thème abordé ici, merci de compléter l'article en donnant les références utiles à sa vérifiabilité et en les liant à la section « Notes et références ».

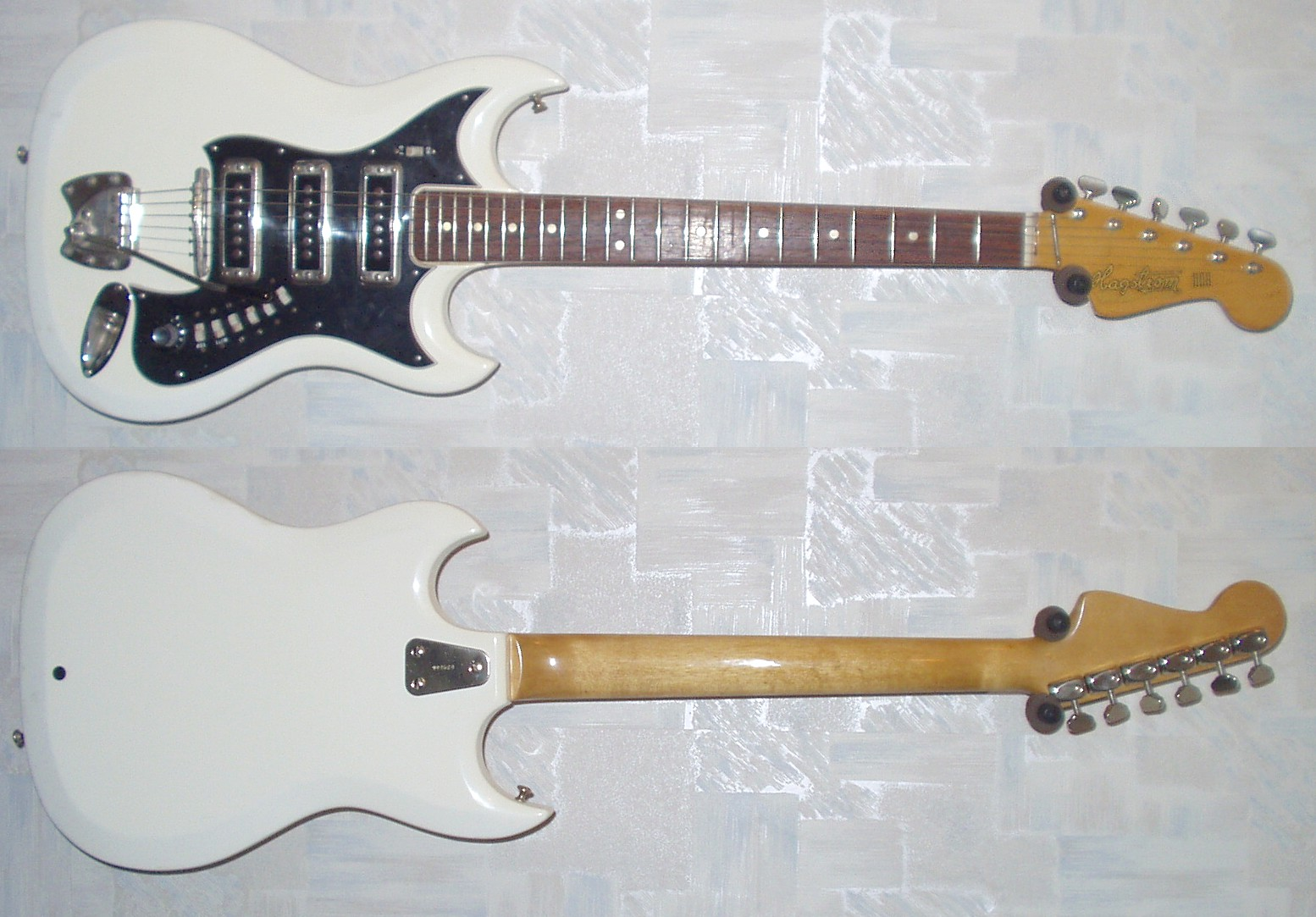
Guitare Hagström III de la fin des années 1960

Hagström est un fabricant suédois d'instruments de musique. L'entreprise s’illustre d'abord dans la production d'accordéons, puis, à partir de 1958, se reconvertit graduellement dans la fabrication de guitares électriques, activité dans laquelle elle devient un des principaux fabricants européens, et aussi un des plus innovateurs. D'une production de masse dans les années 1960, elle évolue vers des fabrications de haute qualité dans les années 1970 avant de devoir cesser son activité en 1983.
La marque est relancée en 2006 en Amérique du Nord à l'initiative de la firme canadienne American Music & Sound (AMS), et commercialise des guitares et basses aujourd'hui fabriquées en Chine. 

## Historique

### L'époque accordéon
La société est fondée à Älvdalen, dans la province de Dalécarlie (Suède centrale) par Albin Hagström (1905-1952). Celui-ci, passionné d'accordéon dès l'enfance, commence dès 1921 (il n’a pas encore 17 ans) à importer au coup par coup des accordéons d'Allemagne, profitant de l'hyperinflation qui sévit alors dans ce pays réduisant ainsi les prix à presque rien. Débute ainsi, à toute petite échelle, une activité de vente par correspondance, prenant peu à peu une dimension telle qu'elle justifie la création d'une entreprise enregistrée en 1925.
Cette même année, Albin Hagström fait connaissance d'un instrument italien, fabriqué par Paolini à Castelfidardo, un accordéon chromatique à clavier piano, qui marque un progrès sensible par rapport aux accordéons diatoniques à boutons qu'il fait venir d'Allemagne. Cela l'amène à nouer des liens toujours plus serrés avec les producteurs italiens. Il leur rend de fréquentes visites pour s'informer des techniques de fabrication et suggérer des améliorations. Et comme le mark allemand et la lire italienne se rétablissent à des niveaux relativement élevés, arrive un moment où Albin Hagström juge qu'il peut et doit passer à la fabrication en propre en Suède. Ceci fut fait en 1932. Hagström devient rapidement un des plus respectés parmi les producteurs européens d'accordéons, et fonde même une filiale de fabrication aux États-Unis en 1939.
Durant les années d'après-guerre, Hagström profite de la vogue de l'accordéon, très marquée en Scandinavie mais aussi aux USA, pour développer sa production et son activité commerciale, appuyée sur un réseau d'écoles de musique en Suède et une chaîne de boutiques couvrant toute l'Europe du Nord. Celles-ci, outre les accordéons Hagström, distribuent aussi toutes sortes d'instruments, y compris des guitares Gibson, puis Fender.
L'activité atteint son zénith en 1952 avec quelque 15 000 accordéons qui sortent de l'usine d'Älvdalen. Mais le fondateur A. Hagström meurt cette année-là, tout juste âgé de 47 ans. Erik Wisén prend sa succession comme directeur général, tandis que Karl-Erik Hagström, né en 1932, fils aîné du fondateur, fait ses classes dans l'entreprise afin de se préparer à la succession.

### Virage vers la guitare électrique
Dans les années qui suivent, la demande en accordéons chute année après année. Hagström se diversifie dans les amplificateurs pour instruments et sonorisation. La société, bien placée grâce à son réseau de boutiques pour suivre l'évolution du marché, comprend que l'avenir appartient désormais à la guitare électrique.
Les techniciens de la firme sortent en 1958 la première génération de guitares Hagström, le modèle DeLuxe, complété par la Standard, plus petite et plus simple mais basée sur la même conception, et la P46 en 1959. Ces instruments, vaguement inspirés de la forme de la Gibson Les Paul, accumulent une série d'innovations révolutionnaires. La caisse est le plus souvent recouverte d'un celluloïd nacré ou à paillettes, comme les accordéons. Les micros, au nombre de 1, 2 ou 4, sont contrôlés à travers des présélections actionnées par boutons-poussoirs (comme les accordéons, là aussi). La touche est en plexiglas nacré. Le manche, renforcé par un profilé duralumin à l'intérieur duquel se trouve une barre acier, est rigoureusement indéformable. Le son métallique et percussif de ces guitares fait sensation.
Avec ces instruments (qui seront abondamment copiés en Italie dans les années 1960-1964), Hagström crée la guitare yéyé, l'expression ultime de l'esthétique 1960 ; elles sont à ce titre très recherchées aujourd'hui par les collectionneurs. Aux USA, à cette époque, elles sont distribuées  sous la marque Goya.
À noter que la dernière version des DeLuxe et Standard est disponible avec un vibrato de conception propre Hagström, appelé Tremar. Un vibrato solide, fiable et rationnel qu'il est encore utilisé, virtuellement inchangé, jusqu’a la fin des années 1970.

### Montée en gamme
En 1962, étant donné la vogue croissante du rock dans le monde entier et l'énorme gonflement du marché, Hagström développe considérablement sa production et diversifie sa gamme.
La firme inaugure la série populaire Kent, des guitares économiques à 2 micros et vibrato, vaguement imitées de la Fender Stratocaster et caractérisées par leur corps en contreplaqué avec en face avant un bouclier en plexiglas thermoformé et sur le reste un film PVC collé. Initialement, le fabricant ne veut pas risquer sa réputation avec ces instruments apparemment fragiles, raison pour laquelle le logo Hagström n’apparaît pas sur la guitare. De fait, il s'avère que ces guitares sont non seulement robustes mais d'un remarquable rapport qualité/prix, ce qui leur vaut un énorme succès sur le marché américain. Et à partir de 1964, ces instruments sont commercialisés sous l'appellation Hagström I.
Parallèlement, de 1962 à 1966, Hagström sort les modèles haut-de-gamme Impala (2 micros) et Corvette (3 micros), des chefs-d'œuvre de design, à corps tout acajou et manche collé, d'une facilité de jeu exemplaire. Une version spéciale, appelée Automatic, est fabriquée pour le marché britannique, tandis que sur le marché américain, le modèle Corvette est rebaptisé Condor, l'appellation Corvette ayant été auparavant déposée par Gretsch.
En 1964, prenant acte du succès des guitares semi-acoustiques (type Gibson ES-335, Harmony (en), Epiphone, Gretsch, etc.) chez les grands groupes britanniques, Hagström inaugure la série Viking, esthétiquement et techniquement quasiment égale voire supérieure à ses modèles américains. L'un des plus fameux utilisateurs de Viking est Elvis Presley.
Vers la même époque, Hagström se réinstalle sur le milieu de gamme avec les Hagtröm II (2 micros), Hagström III (3 micros) et Hagström 12 (12 cordes), des guitares à manche vissé et corps verni polyester dont la forme semble une synthèse des deux plus populaires instruments de l'époque, la Gibson SG et la Stratocaster. Ces instruments, également déclinés en basses 4 cordes et même basses 8 cordes (avec 4 chœurs octavés, une innovation Hagström), sont parmi les rares productions européennes de cette époque qui, en termes de son et de jouabilité, sont restées totalement d'actualité 50 ans plus tard.
En 1968, Hagström prend acte de la décadence terminale du marché de l'accordéon, et cesse d'en produire.

### Années 1970: à l'école Gibson
Jusque-là, toutes les Hagström sont dotées de micros simple bobinage, au son claquant et métallique. Mais la fin des années 1960 voit s'étendre irrésistiblement la popularité des guitares type Gibson, avec leurs micros humbuckers offrant un son plus gras et un haut niveau de sortie permettant les sonorités saturées alors en vogue.

## 2006: le retour
La firme Hagström se remet en marche, après 23 ans d'absence, et propose de nouveau ses guitares électriques de qualité à un prix modéré pour des guitares assemblées en Europe

## Artistes ou groupes ayant joué sur guitares Hagström
- David Bowie
- Kurt Cobain
- Danny Elfman
- Franz Ferdinand
- Bryan Ferry
- Arcade Fire
- Ace Frehley
- Courtney Love[2]
- Billy Gibbons
- Peter Hammill
- Jimi Hendrix
- Dusty Hill
- Josh Homme
- Valerie June
- Nick McCarthy
- Aaron North
- Elvis Presley
- Noel Redding
- Pat Smear
- Björn Ulvaeus
- Frank Zappa
- Mark Arm
- Jack Regard